# Sheikh (Somalia)
Sheikh è un centro abitato della Somalia, situato nella regione del Tug Dair.